# Geschichte Elsterwerdas

Stadtwappen

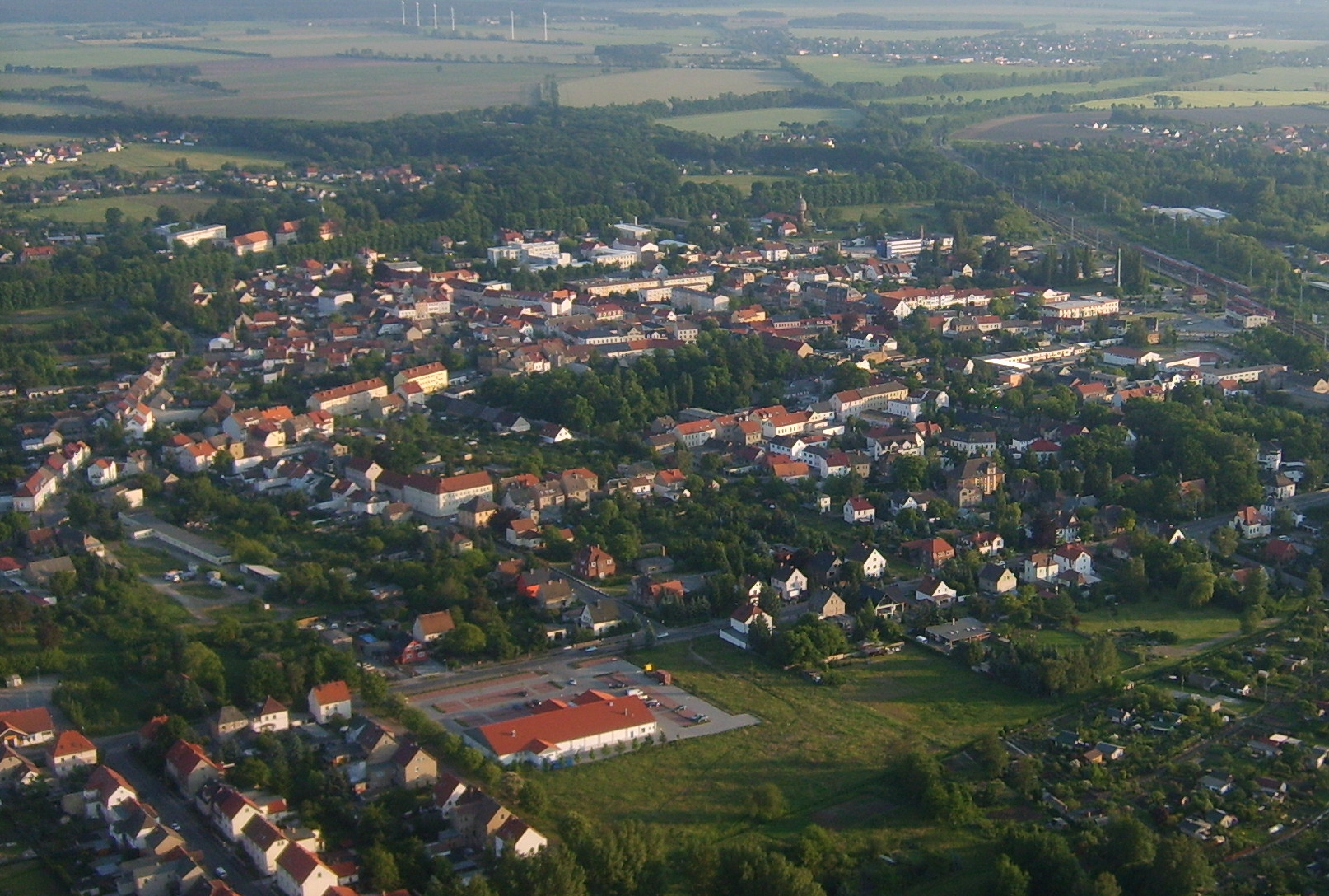
Elsterwerda

Die Geschichte Elsterwerdas beginnt nachweisbar bereits in der Bronzezeit. Die ältesten Spuren menschlicher Besiedlung aus dieser Zeit wurden in Elsterwerda an der Schwarzen Elster gefunden und stammen aus der Zeit um 1200–1100 v. Chr. Nachdem sich vor 1500 Jahren für kurze Zeit Germanen ansiedelten, blieb dieses Gebiet weitestgehend siedlungsleer und Scherbenfunde belegen erst wieder für die spätslawische Zeit Siedlungsaktivitäten. Im ausgehenden 12. bzw. 13. Jahrhundert scheint zur Sicherung des Flussübergangs die Burg Elsterwerda errichtet worden zu sein und unter ihrem Schutz entwickelte sich das stetichen Elsterwerda, welches den auf der Burg und in Krauschütz sitzenden Herren untertan war. Mit dem Bau der Eisenbahnlinien entwickelte sich der Ort vom einstigen Ackerbürgerstädtchen zum bis in die Gegenwart bestehendem Verkehrsknotenpunkt und Industriestandort.

## Frühgeschichte und Mittelalter

### Frühgeschichte
Die ältesten Spuren menschlicher Besiedlung in Elsterwerda wurden an der Schwarzen Elster gefunden und stammen aus der späten Bronzezeit um 1200–1100 v. Chr.
Vor mehr als 1500 Jahren siedelten sich in der Umgebung der heutigen Stadt Germanen an, die wahrscheinlich zum Stamm der Semnonen gehörten. 1991–1994 wurden bei Grabungen auf einer Fläche von ca. 3,8 Hektar auf dem Gelände des Gewerbegebietes Ost Siedlungsüberreste entdeckt, die dies belegen. Zu den Funden gehören ein Langhaus, nach Norden ausgerichtete Pfostenhäuser und nach Westen ausgerichtete Grubenhäuser. Die Germanen waren auf die Eisenverhüttung spezialisiert und verarbeiteten den in der Gegend vorkommenden Raseneisenstein. Belegt wurde dies durch die Ausgrabung eines Verhüttungsfeldes mit fast 200 Eisenschmelzöfen, so genannten Rennfeueröfen, sowie Kohlemeilern und Arbeitsgruben. Die geborgenen Funde werden im Brandenburgischen Landesmuseum für Ur- und Frühgeschichte aufbewahrt. Die Spuren der relativ kurzen Besiedlung von nur einigen Jahrzehnten reichen bis in die Zeit der großen Völkerwanderung hinein. Danach blieb dieses Gebiet weitgehend siedlungsleer und Scherbenfunde im Bereich des Kalkberges sowie in der südlich vorgelagerten Niederung belegen hier erst wieder für die spätslawische Zeit Siedlungsaktivitäten.

### Entstehung der Burg Elsterwerda

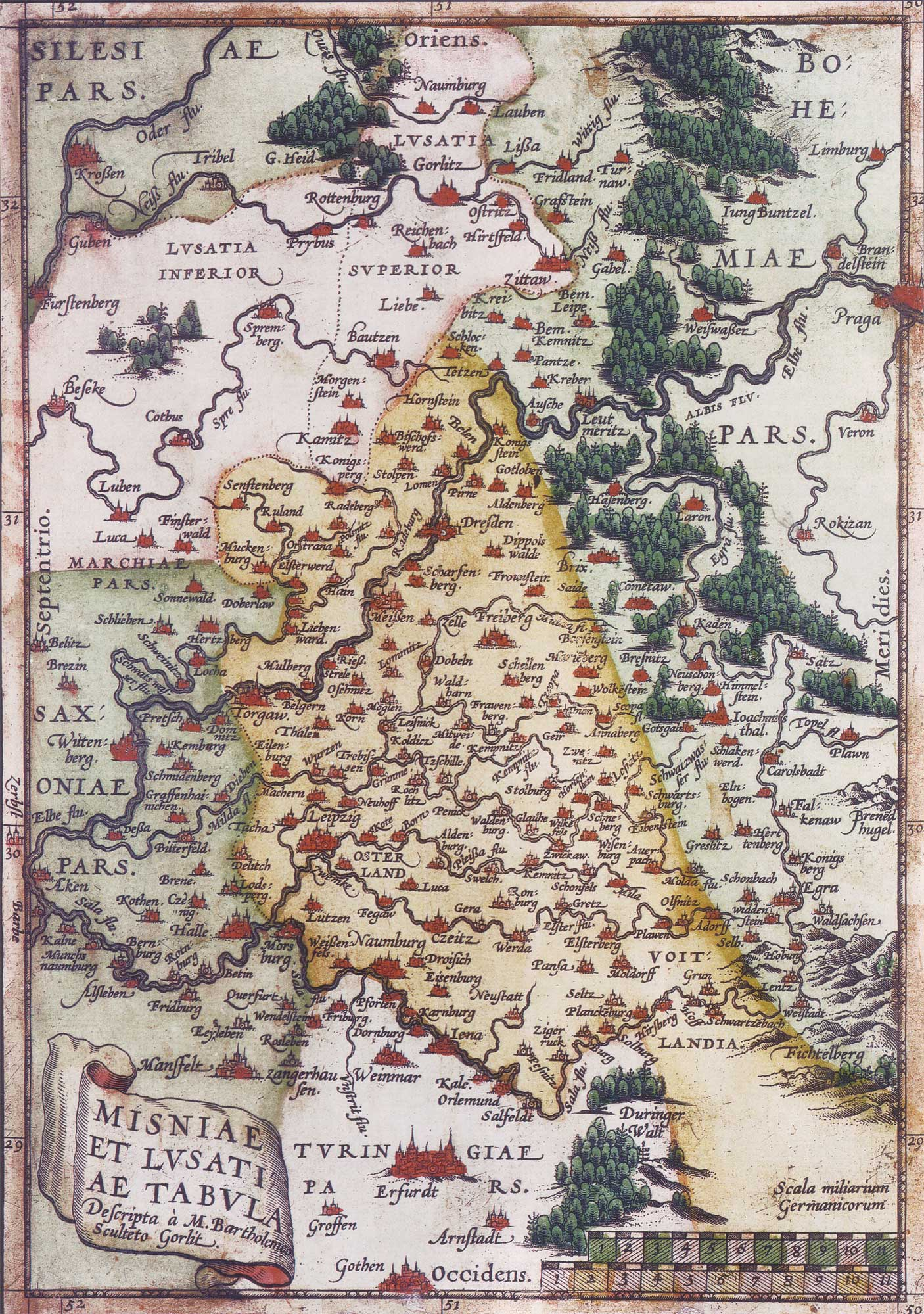
Die Mark Meißen um 1600;
oben ist hier Osten

In der Zeit um 1000 kam es in dem kurz zuvor durch das entstehende deutsche Reich eroberten Gebiet östlich der Elbe zu militärischen Auseinandersetzungen mit dem ebenfalls expandierenden polnischen Herzögen und Königen sowie den ansässigen slawischen Herrschern. Dabei wurden mehrere Burgen neu gegründet oder ausgebaut. Diese dienten wohl auch dem Schutz und der Kontrolle der parallel zur Schwarzen Elster verlaufenden Heer- und Handelsstraßen wie der Zucker- und Salzstraße. Die Burg Elsterwerda scheint im ausgehenden 12. bzw. im 13. Jahrhundert zur Sicherung des Flussübergangs, einer aus Halle/Leipzig kommenden und in Richtung Ortrand führenden Salzstraße sowie einer Überlandstraße, die von Großenhain in Richtung Luckau führte, errichtet worden zu sein und diente wahrscheinlich als vorgeschobener Stützpunkt der alten Burgwarte von Strehla und Boritz. Ihre Erbauung steht vermutlich in engem Zusammenhang zu den damals ebenfalls errichteten Burgen in Saathain, Frauenhain und Tiefenau. Im Schutze der Burg entwickelte sich nördlich des Elsterübergangs im 13. Jahrhundert eine städtische Siedlung.
Im Jahr 1288 wurde die Burg von Elsterwerda zum ersten Mal urkundlich erwähnt. Archäologische Untersuchungen im Fundamentbereich und im Kellergeschoss des heutigen Schlosses 1999 ergaben, dass es im Bereich des Innenhofes der heutigen Anlage einst einen Bergfried mit einer 140 m² großen quadratischen Grundfläche gegeben haben muss, der im 12./13. Jahrhundert errichtet worden war. Er ähnelte in Größe und Form dem noch bestehendem Lubwartturm in Bad Liebenwerda. Außerdem konnten eine Ringmauer und ein Burggraben nachgewiesen werden, welche die Burg umgaben. Wahrscheinlich im 15. Jahrhundert wurde der Bergfried abgerissen.

### Erste urkundliche Erwähnung
Am 14. März 1211 wurde Elsterwerda erstmals in einer Urkunde erwähnt. Es ist das bisher älteste gefundene Dokument, das den Stadtnamen belegt, da 1621 das Elsterwerdaer Rathaus mitsamt seinen Urkunden einem verheerenden Stadtbrand zum Opfer fiel. Die Urkunde wurde vom Bischof von Meißen ausgestellt und zeichnet eine Schenkung auf, die Heinrich von Strehla dem Kloster Altzelle machte. Von sieben Zeugen, die diese Urkunde unterzeichnet hatten, steht an vierter Stelle der Priester Rudolfus sacertos de Elsterwerden.
Die westlich der Stadt zu findende Flurbezeichnung „Alte Stadt“ und die ausgedehnte Flur lassen eine Ortsverlegung im Zuge der Stadtanlage beziehungsweise die Eingliederung benachbarter Dorfgemarkungen vermuten.

### Die Herrschaft der Köckeritze

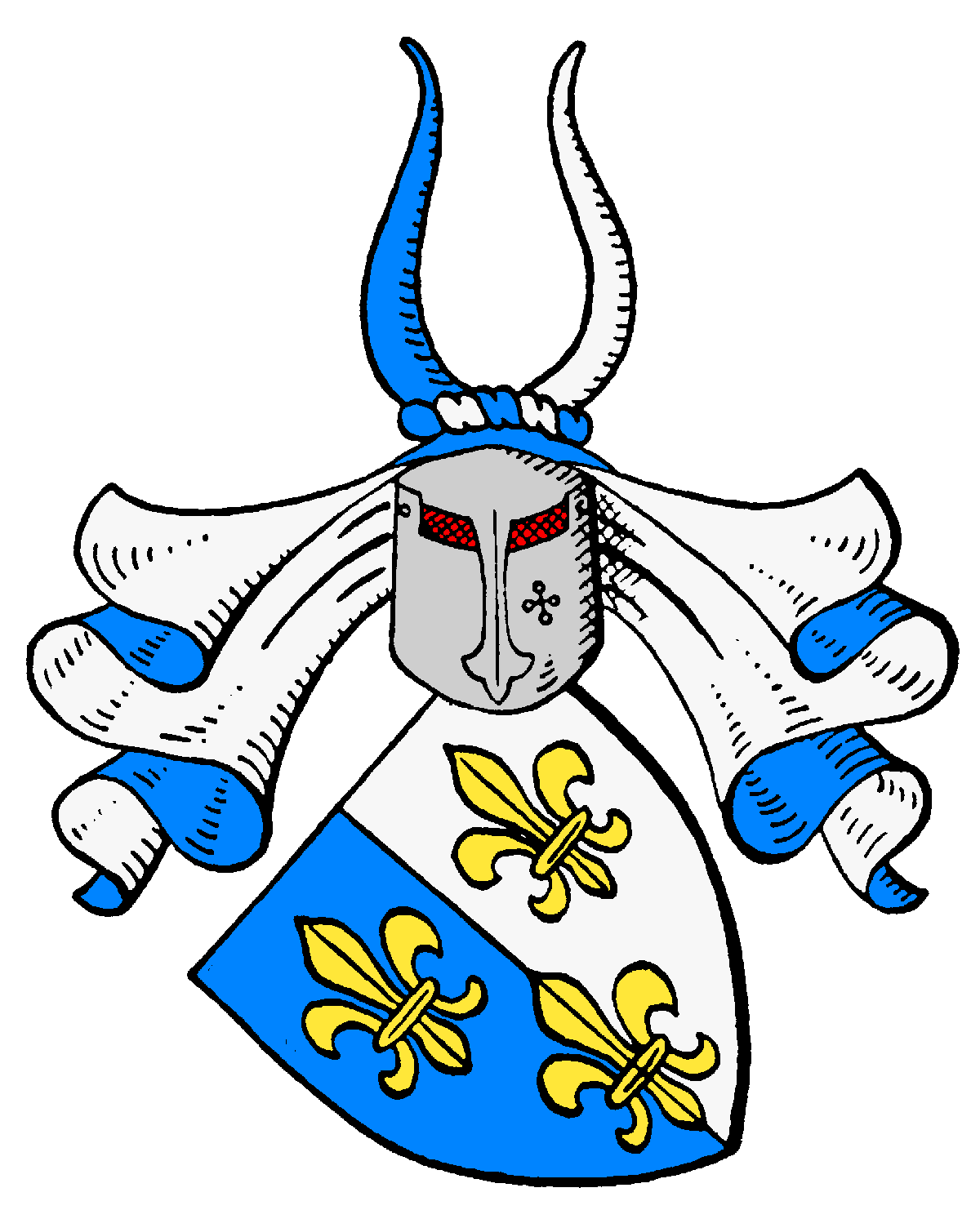
Das Wappen derer von Köckeritz

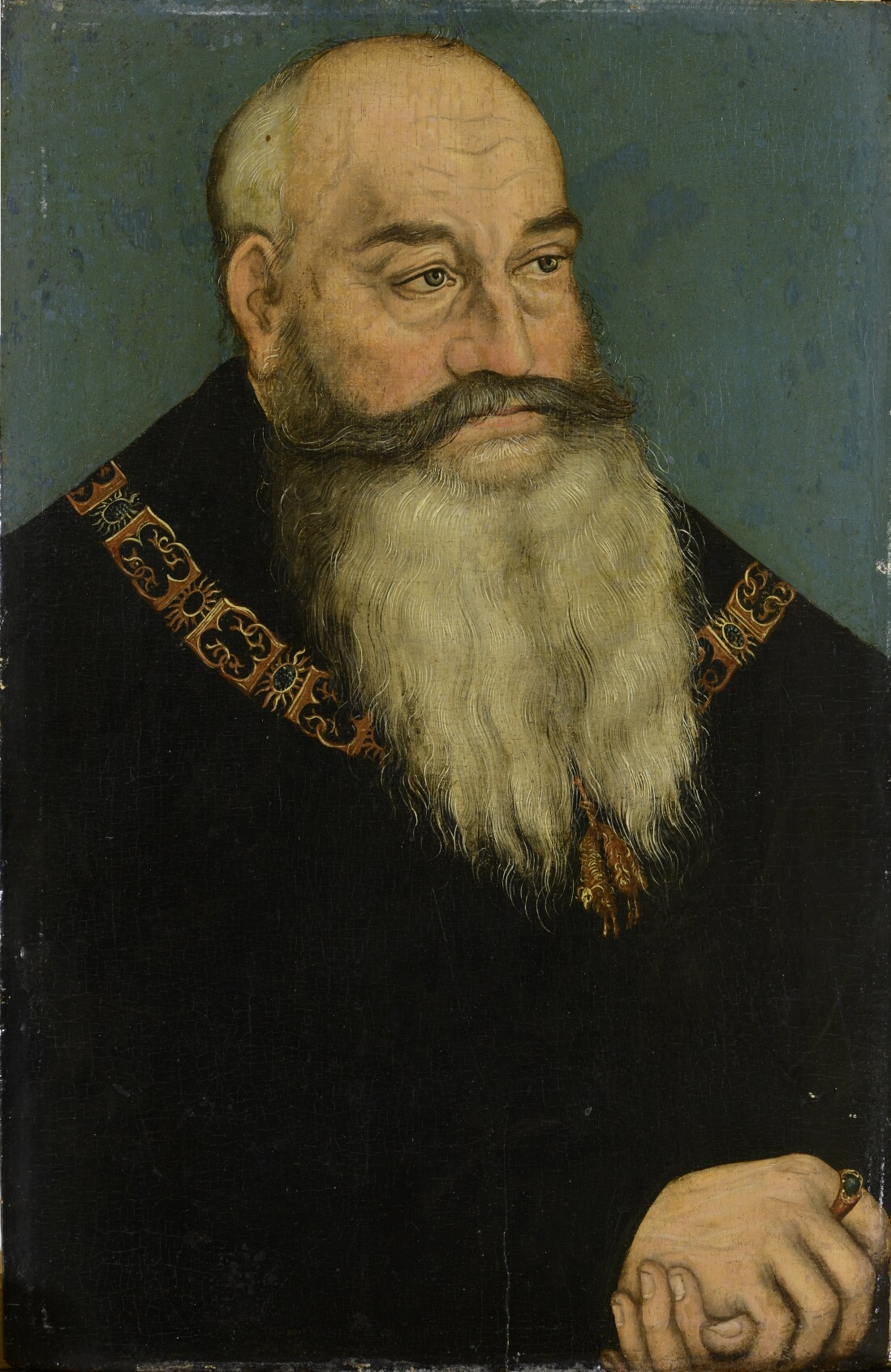
Georg der Bärtige

Aus einer Urkunde im Hauptstaatsarchiv Weimar vom 18. Februar 1326 ist zu schließen, dass die Burg Lehnbesitz des Heinrich von Köckritz (vgl. Köckritz (Adelsgeschlecht)) war. Auch am 21. Dezember 1343 wurde ein Konrad von Köckeritz als Herr von Elsterwerda in einer Urkunde genannt. Kurz vor den Hussitenkriegen begab sich 1414 der auf Elsterwerda sitzende Ritter Kaspar von Köckritz auf eine lange Reise nach Meißen, von wo aus er den Meißner Markgrafen Friedrich zum Konzil nach Konstanz am Bodensee begleitete, in dessen Folge der ketzerische Prager Rektor Jan Hus am 6. Juli 1415 auf dem Scheiterhaufen verbrannt wurde. Der Zabeltitzer Köckritz des damals in dieser Gegend einflussreichen Geschlechts war Kanzler des Meißner Markgrafen und leitete 1426 den Zug des sächsischen Heeres zur Schlacht bei Aussig, wo es in einer der größten Schlachten der Hussitenkriege vernichtend geschlagen wurde und wobei 21 Gefolgsleute der Köckritze den Tod fanden.
Der Elsterwerdaer Diakon M.G.F Hamer berichtete 1727 in seinen Elsterwerdensia 1727, dass auch die Stadt Elsterwerda 1429 schwer unter den Hussitenkriegen zu leiden hatte und vor dieser Zeit größer und bedeutender als das Städtlein Hayn, wie Großenhain damals noch hieß, gewesen sein muss.
Auch in den kommenden Jahren herrschten die Köckritze in Elsterwerda. Es gelang ihnen im Übergangsland zwischen der Mark Meißen und der Niederlausitz ein vom Amt unabhängiges Herrschaftsgebiet aufzubauen. Zur spätmittelalterlichen Herrschaft Elsterwerda gehörten die Dörfer Krauschütz, Biehla, Kotschka, Plessa, Dreska, Kraupa, Kahla, Frauendorf, Hirschfeld, Frankenhain (vermutlich die Wüstung Franken bei Hirschfeld), Strauch, Merzdorf und ein Teil von Großthiemig. Noch 1530 rechnete man diese Dörfer zur Elsterwerdaer Pflege. Die Köckritze sanken allerdings später auf die Stufe von Raubrittern. Nach der Entführung des Hohenleipischer Pfarrers erschien 1509 der Herzog Georg von Sachsen mit seinem Gefolge in Elsterwerda und nahm die Burg und die Stadt ein, da es Anzeichen gab, dass sich weitere Adlige dem Landfriedensbruch der Köckritze anschließen wollten. 1512 zwang er schließlich die Köckritze ihren Besitz in Elsterwerda an ihn zu verkaufen und ließ die Herrschaft bis 1528 durch einen Amtmann verwalten, um sie dann dem Hayner Amt anzugliedern.

### Verleihung des Stadtrechts
Im Jahre 1364 bekam Elsterwerda das Stadtrecht verliehen. Drei Tore und eine Pforte schlossen die Stadt in der Nacht von allem Verkehr ab, obwohl sie nie eine Stadtmauer hatte. Da die Schwarze Elster in zahlreichen Armen und Fließen, ähnlich der Landschaft im Spreewald, um die Stadt herum floss, bot dies einen sicheren Schutz, sobald die Tore geschlossen waren. Feldbau, Viehzucht, Fisch- und Krebsfang waren die Nahrungsquellen der Bürger. Das Handwerk war bis in das 18. Jahrhundert von geringer Bedeutung.
Eine Pfarrkirche zu Elsterwerda wurde 1311 in einem Kopialbuch erwähnt. Durch den Frieden von Tangermünde 1312 kam das Land zwischen Ortrand und Mühlberg an Brandenburg und noch bis 1367 gehörten Burg und Flecken Elsterwerda dem Bistum Naumburg an. Nach weiteren Gebietswirren fielen um 1370 die Herrschaften Elsterwerda, Mühlberg, Würdenhain, Mückenberg und Ortrand an die böhmische Krone, kamen aber 1423 ziemlich geschlossen wieder unter die Herrschaft von Meißen.

## Neuzeit

### Frühe Neuzeit bis zum Beginn des 18. Jahrhunderts

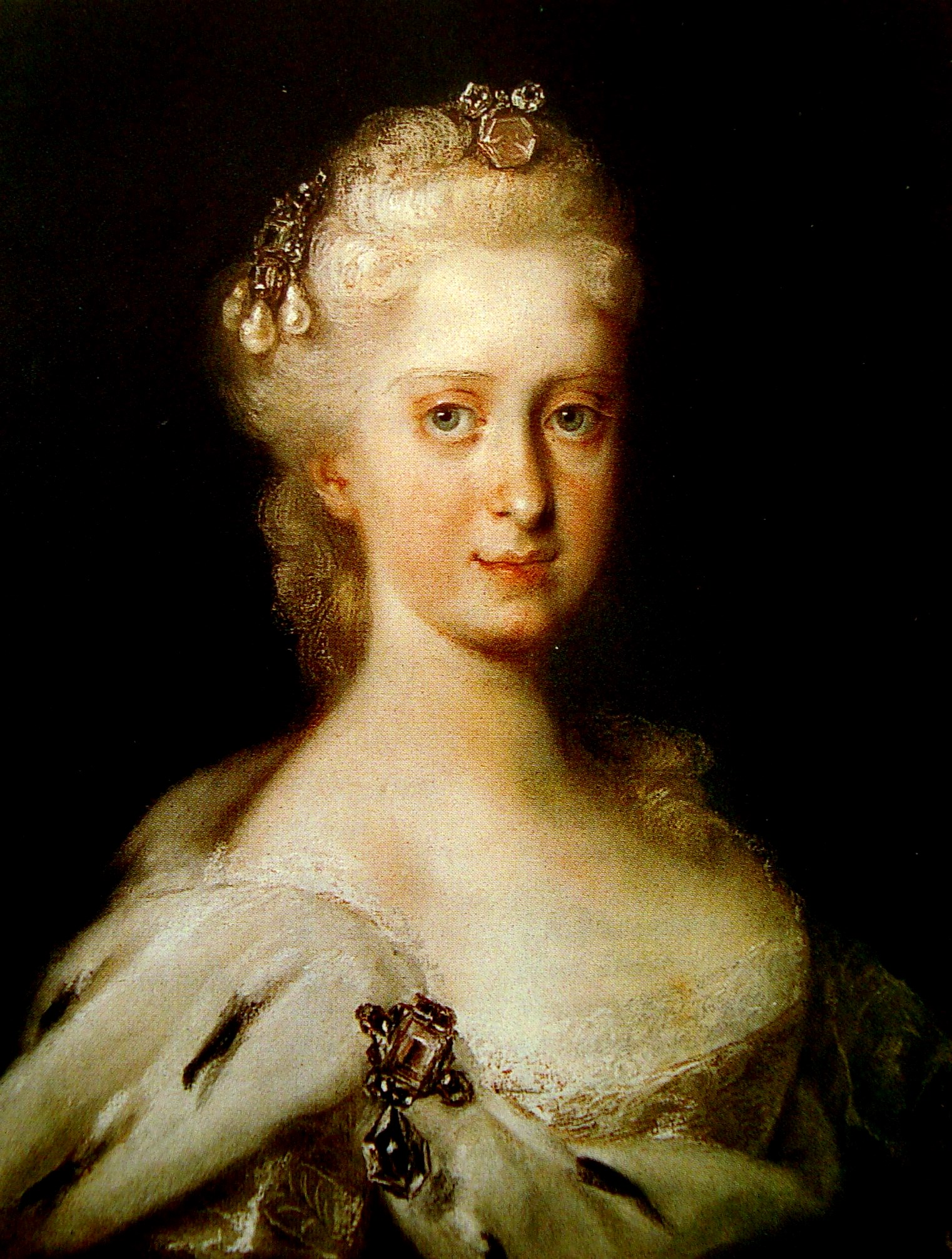
Erzherzogin Maria Josepha von Österreich, spätere Kurfürstin von Sachsen

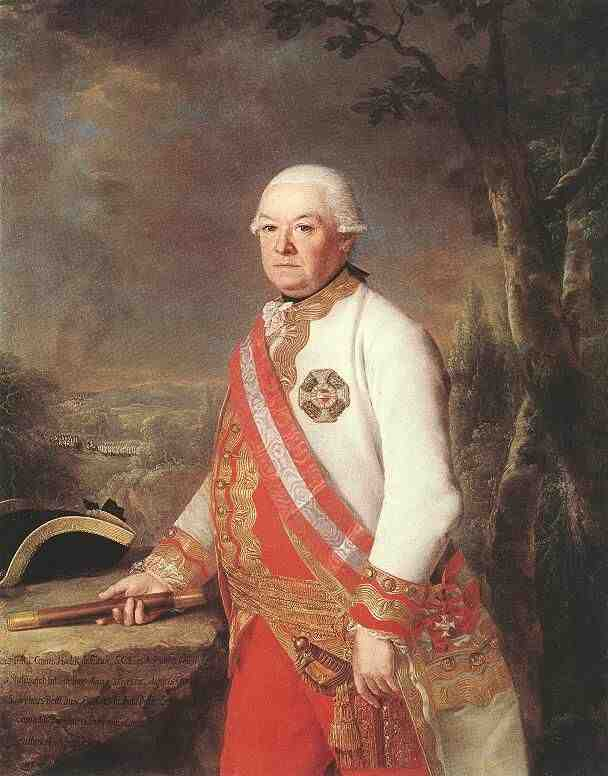
Andreas Hadik von Futak

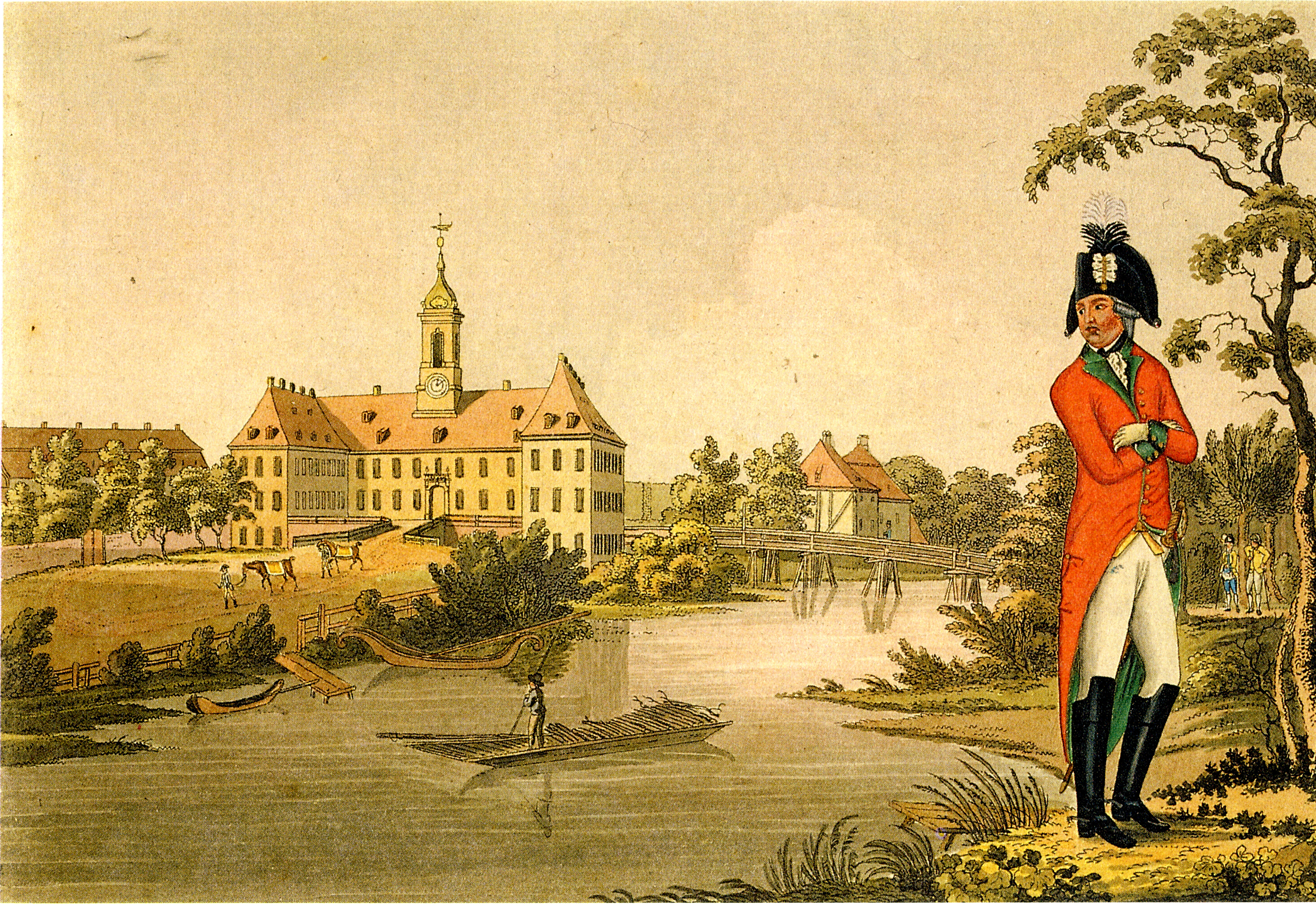
Offizier a. D. des Chevaulegerregiments Herzog von Kurland

Um 1539 fand in Elsterwerda die erste evangelische Taufe statt und 1547 wurde nach der Durchsetzung der Reformation Magister Petrus Kezmann als Pfarrer in Elsterwerda eingesetzt. Außerdem wurde eine Knaben- und Mädchenschule eingerichtet. Im gleichen Jahr war Haubold von Maltitz (bis 1567), der noch die Rittergüter Oelsnitz und Kotschka erwarb, Herr von Elsterwerda. Ihm folgten sein Bruder Georg von Maltitz und 1586 Sigmund von Maltitz, Kurfürstlich-Sächsischer Stallmeister und Oberforstmeister zu Annaburg.
Elsterwerda wurde 1562 von einer schrecklichen Feuersbrunst fast ganz eingeäschert. In den folgenden Jahren ist die Stadt noch viele Male dem Feuer zum Opfer gefallen. Nachdem die Stadt 1569 erneut schweren Brandschaden erlitt, ersuchte sie zur Abhilfe die Zulassung eines Jahrmarktes, welcher auch für Dienstag vor Ostern zugelassen wurde, nachdem die anderen Städte keine Einwände erhoben. 1590 wurde die erste nachweisliche Karte von Elsterwerda gezeichnet. Nach dem Tod Siegmunds erwarb die Familie von Rohr am 5. März 1612 den Besitz. Unter deren Einfluss fanden größere Bauvorhaben in Elsterwerda statt. Einen weiteren verheerenden Brand vermeldet die Chronik 1621, der durch die Brandstiftung einer Magd in der Nacht zu Allerheiligen wütete und welchem außer dem Elsterwerdaer Rathaus am Markt auch 44 Wohnhäuser zum Opfer fielen. Die Kirche und deren Turm wurden schwer beschädigt. Das Rathaus am Markt wurde nicht wieder aufgebaut und noch bis 1866 fanden die Sitzungen der Stadtverordneten in den Wohnungen der jeweiligen Bürgermeister statt. Am 16. August 1631 gab es einen weiteren Brand, der aber nur etliche Häuser und Scheunen in die Asche legte.
Der Dreißigjährige Krieg brachte für die gesamte Gegend und die Stadt Elsterwerda viel Elend und Plünderungen durch durchziehende Truppen. Als Bürgermeister Nagel sich mit den Elsterwerdaer Bürgern im sumpfigen Gelände des Schradenwaldes zu verbergen suchte, soll ihm durch schwedische Truppen ein ähnliches Schicksal bereitet worden sein, wie dem Bürgermeister Borßdorff aus Liebenwerda, der 1634 ergriffen und an Pferden gebunden bei Zeischa zu Tode geschleift wurde. Zu dieser Zeit (1640) gehörte die halbe Stadt dem auf der Burg sitzenden Bernhard von Rohr. Die andere Hälfte war Erasmus von Maltitz untertan, der auf dem Rittergut in Krauschütz saß.
Am 9. April 1696 brach in der Stadt erneut Feuer aus und bis auf die Kirche, die Schule, zwei Brauhäuser und einige Garten-Häuschen verbrannte die ganze Stadt, wobei viele Einwohner erstickten oder verbrannten. Auch eine große Menge Vieh kam in den Flammen um. Nur 25 Jahre später fielen 1721 einem Stadtbrand 71 Bürger-Häuser und 39 Scheunen zum Opfer. Eine Ursache, warum so viele Anwesen erneut betroffen waren, lag in der Bauweise der Häuser, deren Wände und Schornsteine vermutlich hauptsächlich aus Holz und Lehm bestanden. Sie waren mit Dächern aus Stroh und Schilf eingedeckt. Ein Feuer konnte somit sehr schnell umsichgreifen. Noch 1700 zählte der Ort 120 Häuser, sowie 825 Einwohner, von denen 67 brauberechtigt waren. Außerdem hatte Elsterwerda unter den regelmäßig wiederkehrenden Sommer- und Herbstüberschwemmungen der sie umgebenden Schwarzen Elster zu leiden.

### Die Zeit Augusts des Starken
Nachdem Woldemar von Löwendal, ein Enkel des einstigen Königs von Dänemark und Norwegen, Friedrich III., sowie Ehemann der Freifrau Benedicta Margareta von Löwendal, den Besitz um 1708 erworben hatte, ließ er große Teile der alten Burganlage abreißen. Es entstand eine nach Osten hin offene Dreiflügelanlage mit kurzen Seitenflügeln. Dieses Bauvorhaben trieb von Löwendal finanziell in den Ruin und er musste am 20. März 1727 den Besitz einschließlich Krauschütz und Kotschka an König August dem Starken verkaufen, der das Schloss zum Kammergut machte und seiner Schwiegertochter Maria Josepha von Österreich schenkte. Weitere Bauarbeiten am Schloss erfolgten nach Plänen von Pöppelmann und es erhielt seine heutige Gestalt mit einem Rokokotürmchen und einer Schlaguhr. Das Schloss wurde später dem Herzog Karl von Kurland als Wohnsitz überlassen, der es bis zu seinem Tode 1796 als Sommerresidenz nutzte. Es blieb bis zum Jahr 1814 unter der Verwaltung der sächsischen Kurfürsten.
Die Poststraße führte 1727 durch Elsterwerda nach Doberlug und später nach Berlin. 1738 stellte man zu diesem Zweck auch in Elsterwerda eine Postdistanzsäule auf. Um 1785 fuhr zweimal wöchentlich eine Gesandtschaftspost die Poststrecke Berlin-Elsterwerda-Dresden-Wien, der sich später eine Dragonerpost und im 18. Jahrhundert eine Fahr- und Schnellpost zugesellte. Der Halt und das Ausspannen der Pferde erfolgten in Elsterwerda am Rautenkranz, dem damals vornehmsten Gasthaus der Stadt und in der ihm gegenüber liegenden Posthalterei, in welcher sich seit 1879 das Rathaus Elsterwerdas befindet.
1702 begannen Planungen, die Elbe und die Schwarze Elster durch einen Kanal zu verbinden. Er sollte den hohen Bedarf an Holz im Raum Dresden – Meißen mittels Flößen aus den Niederlausitzer Wäldern befriedigen, da das Erzgebirge bereits weitgehend ausgebeutet und das böhmische Holz teuer war. Die Niederlausitzer Wälder hingegen waren bis zu diesem Zeitpunkt weitgehend unberührt. Daher begann man 1742 unter der Leitung von Johann Müller voller Schwierigkeiten mit dem Bau des Elsterwerda-Grödel-Floßkanals. Dieser wurde am 2. Dezember 1748 eröffnet. Das Stammholz kam dabei über verschiedene Gräben und der Schwarzen Elster zum Holzhof in Elsterwerda, wurde hier in Scheite gespalten und dann auf Kähnen bis Meißen und Dresden getreidelt.

### Vom Siebenjährigen Krieg bis zu den Befreiungskriegen
Der 1756 beginnende Siebenjährige Krieg hatte auch Auswirkungen auf das Elsterwerda umgebende preußisch-sächsische Grenzgebiet. Durchziehende Truppen suchten die Gegend immer wieder heim und die Preußen versuchten mit Zwangsrekrutierungen junge Männer aus den besetzten Gebieten in ihre Armee zu pressen.
Am 10. Oktober 1757 versammelte der österreichische Reichsgraf Andreas Hadik von Futak sein kleines Korps im damals kursächsischen Elsterwerda. Die Stadt wurde Ausgangspunkt von Hadiks berühmt gewordenem Berliner Husarenstreich, bei dem er die preußische Hauptstadt Berlin für einen Tag am 16. Oktober 1757 besetzte und rund 200.000 Taler Kontribution eintrieb. Außer Hadik waren noch die Generäle Paul Frhr. v. Babocsay, Graf Mittrovsky und General von Kleefeld beteiligt. Am 11. Oktober brachen sie auf. Als Rückendeckung blieb von Kleefeld mit 1000 Grenzern, 240 Kürassieren, 300 Husaren und 2 Geschützen in Elsterwerda zurück. Der Obrist Ferdinand Franz v. Ujházy, welcher die Marschkolonne mit 300 Husaren seines Regimentes sicherte, kehrte am 22. Oktober 1757 nach Elsterwerda zurück, während Hadik nach dem Ende dieser Militäraktion über Cottbus und Spremberg wieder in sicheres Gelände zurückkehrte.
1791 beherbergte das Schloss als Gäste unter anderem König Friedrich Wilhelm dem Zweiten, den Kronprinzen von Preußen und den Grafen von Artois, späteren König Karl X. von Frankreich. 1796 starb Karl von Kurland und das Schloss blieb bis zum Jahr 1814 unter der Verwaltung der sächsischen Kurfürsten.
Während der Befreiungskriege 1813 erlebt die Umgebung Elsterwerdas gewaltige Truppenbewegungen französischer und preußischer Kriegsverbände und so zog in jenem Jahr am 20. Juli auch Napoléon auf den Weg zu einer Truppeninspektion in Luckau mit seinem Gefolge durch Elsterwerda. Kurz vor der Völkerschlacht bei Leipzig lagerte vom 28. bis 30. September 1813 das Korps von Gebhard Leberecht von Blücher mit 30000 Mann in Elsterwerda und Kotschka. Etwa zur gleichen Zeit nahmen Ende September die Korps der Generäle Dobschütz und Tauentzien mit ebenfalls 30000 Mann im nahe gelegenen Liebenwerda für zehn Tage Quartier. Blücher bezog kurze Zeit später am 9. Oktober 1813 sein Hauptquartier in der Nähe von Leipzig und schlug am 16. Oktober in der Völkerschlacht bei Leipzig den Marschall Marmont bei Möckern vollständig.

## Jüngere Geschichte

### Die Teilung Sachsens und die beginnende Industrialisierung

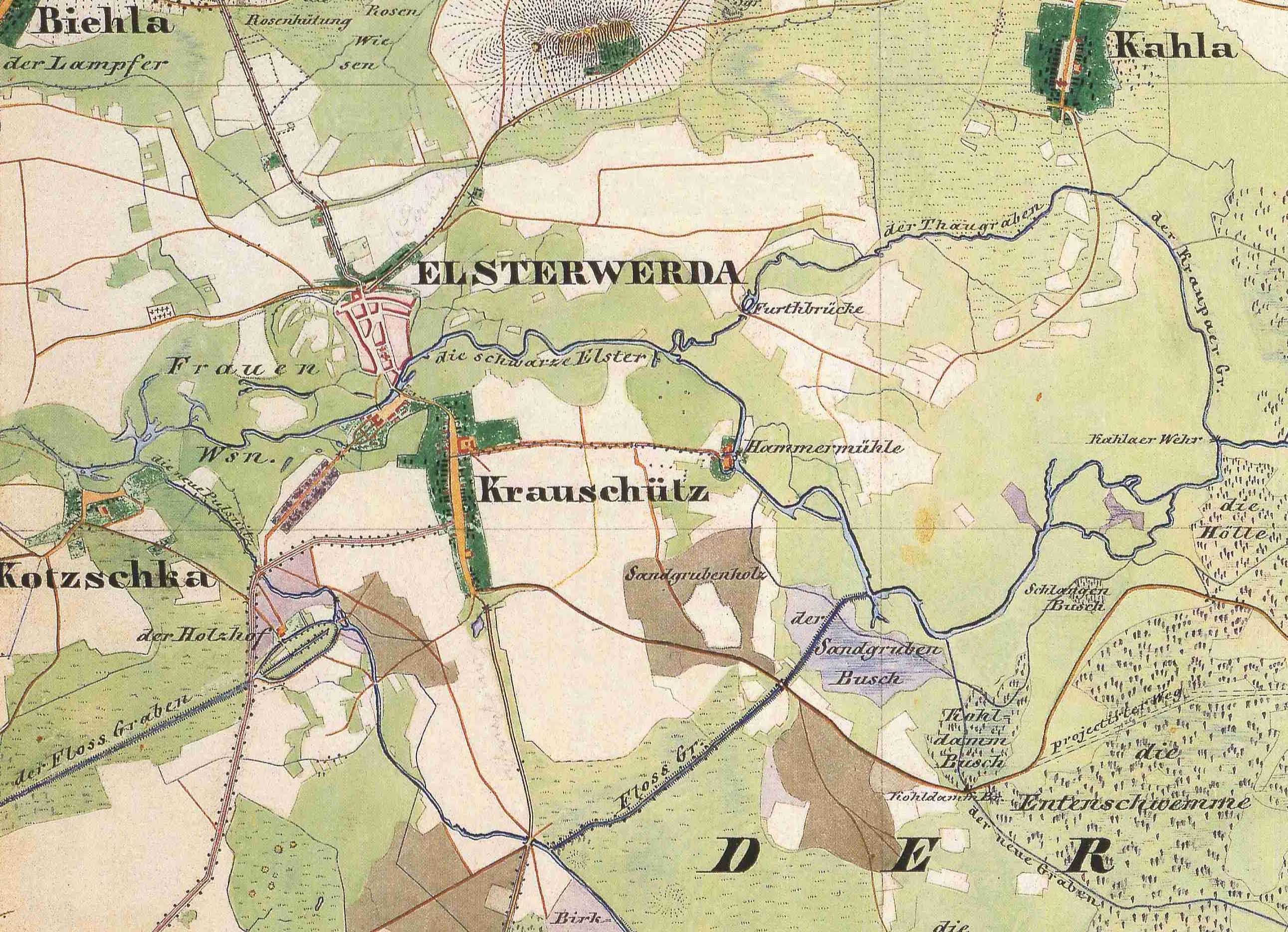
Das Fluss- und Grabensystem in Elsterwerda um 1847.

Infolge der Bestimmungen des Wiener Kongresses 1815 gelangte Elsterwerda vom Königreich Sachsen an den Regierungsbezirk Merseburg der preußischen Provinz Sachsen und der Kreis Liebenwerda entstand. Im Oktober 1851 beauftragte das Preußische Provinzialschulkollegium beim Kultusministerium die Errichtung eines Seminars im Schloss Elsterwerda. Die Einwilligung erfolgte am 6. April 1852, die Baubewilligung aber erst 1856. Im Herbst 1857 waren die Umbauarbeiten beendet und am 6. Januar 1858 erfolgte die Übergabe an die Seminarverwaltung. Am 13. November 1857 wurde das Königlich-Preußische Lehrerseminar mit 19 Zöglingen eröffnet und begründete so Elsterwerdas Ruf als Schulstadt.
1852 begannen bei Zeischa Bauarbeiten zur Regulierung der Schwarzen Elster. Der Fluss bekam bis 1861 sein heutiges Bett und wurde durch Dämme eingedeicht. In Elsterwerda wurden die Gräben und Fließe, welche die Stadt durch- und umflossen, zum großen Teil zugeschüttet. Es entstanden an ihrer Stelle neue Straßen und Wohngebiete. Anfangs verkehrten auf dem Fluss noch Segelschiffe des Grafen von Einsiedel, der in Mückenberg ein Eisenhüttenwerk und in Gröditz ein Hammerwerk betrieb. Zur Schiffbarmachung der Schwarzen Elster wurde 1853 in Plessa extra eine Schleuse gebaut. Durch die zunehmende Versandung des Flusses wurde der Schiffsverkehr unrentabel und nach ungefähr zwanzig Jahren eingestellt. Am 4. Januar 1880 brach einer der Elster-Dämme und der Elsterwerdaer Marktplatz, sowie die angrenzenden Straßen standen 1,5 m tief unter Wasser.

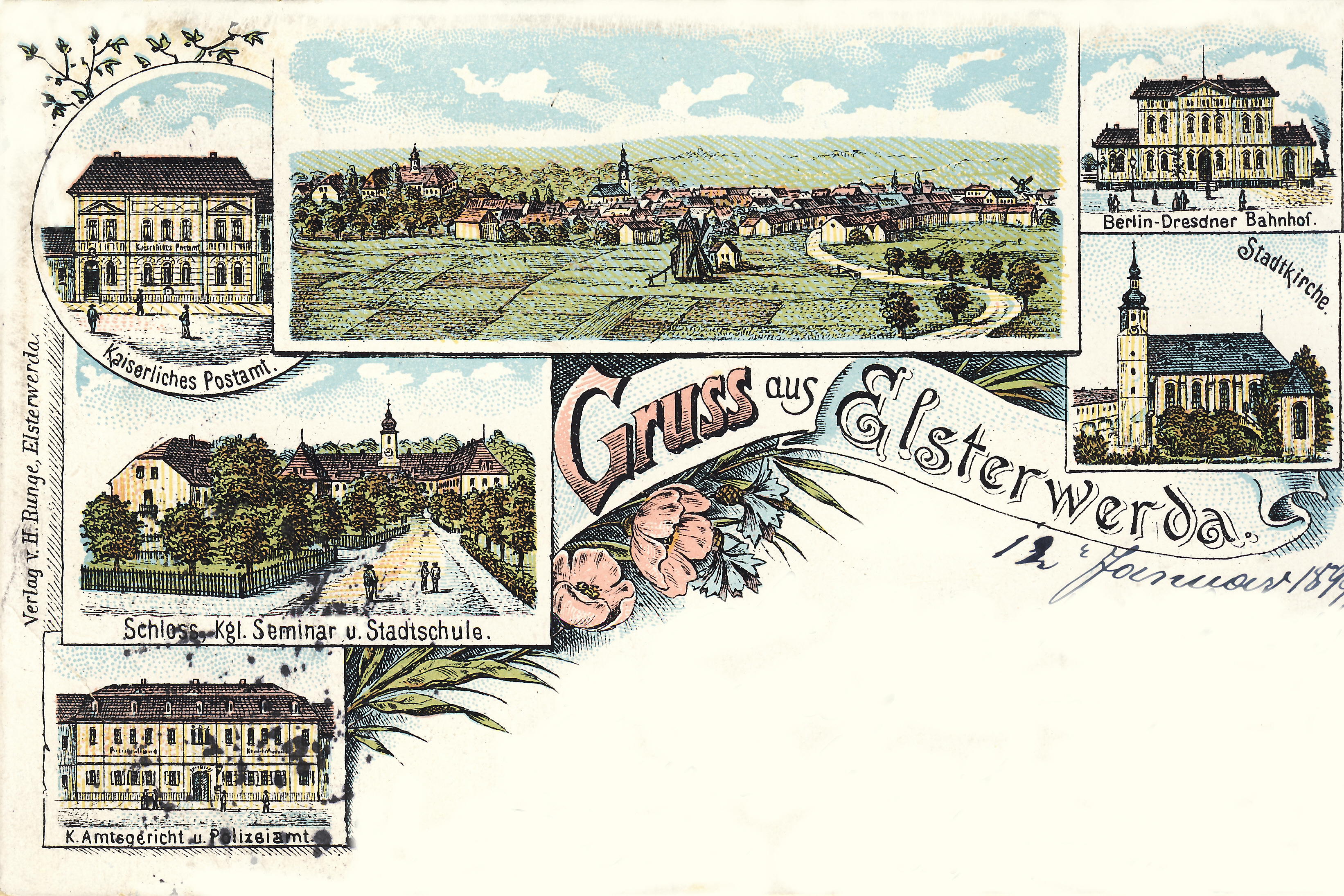
Ansichtskarte von 1899

Am 1. Juni 1874 wurde die Oberlausitzer Eisenbahn von Kohlfurt über Biehla bis Falkenberg (später Wittenberg) übergeben. Ein Jahr später, am 2. Januar 1875 wurde der erste Spatenstich zur Elsterwerda-Riesaer Eisenbahn getan, bereits am 15. Oktober fuhr der erste Zug. Am 17. Juni setzte der Zugbetrieb von Dresden nach Berlin ein. Der Eisenbahnknotenpunkt Elsterwerda war entstanden, was große Auswirkungen für das Leben im Ort hatte. In den folgenden Jahren entwickelte sich die Eisenbahn zu einem der stärksten Wirtschaftsunternehmen der Stadt und auf Grund der günstigen Bahnverbindungen siedelten sich mehrere industrielle Betriebe in Elsterwerda und Biehla an, was auch an der nach oben gehenden Bevölkerungsentwicklung zu spüren war.
1879 wurde das heutige Rathaus in der Hauptstraße gekauft. Vorher wurde das Gebäude des heutigen Hotels „Weißes Roß“ als Rathaus genutzt. Das Postamt am Markt 3 wurde im gleichen Jahr übergeben und befand sich später in der Langestraße und ab 1905 bis 1999 in der Elsterstraße 20. Elsterwerdaer Bürger gründeten 1881 die Freiwillige Feuerwehr und das erste Spritzenhaus konnte 1888 gebaut werden. Die Geräte waren nach vielen Um- und Erweiterungsbauten an der Burgstraße untergebracht.

Bürgermeister Albert Wilde (1882–1917)

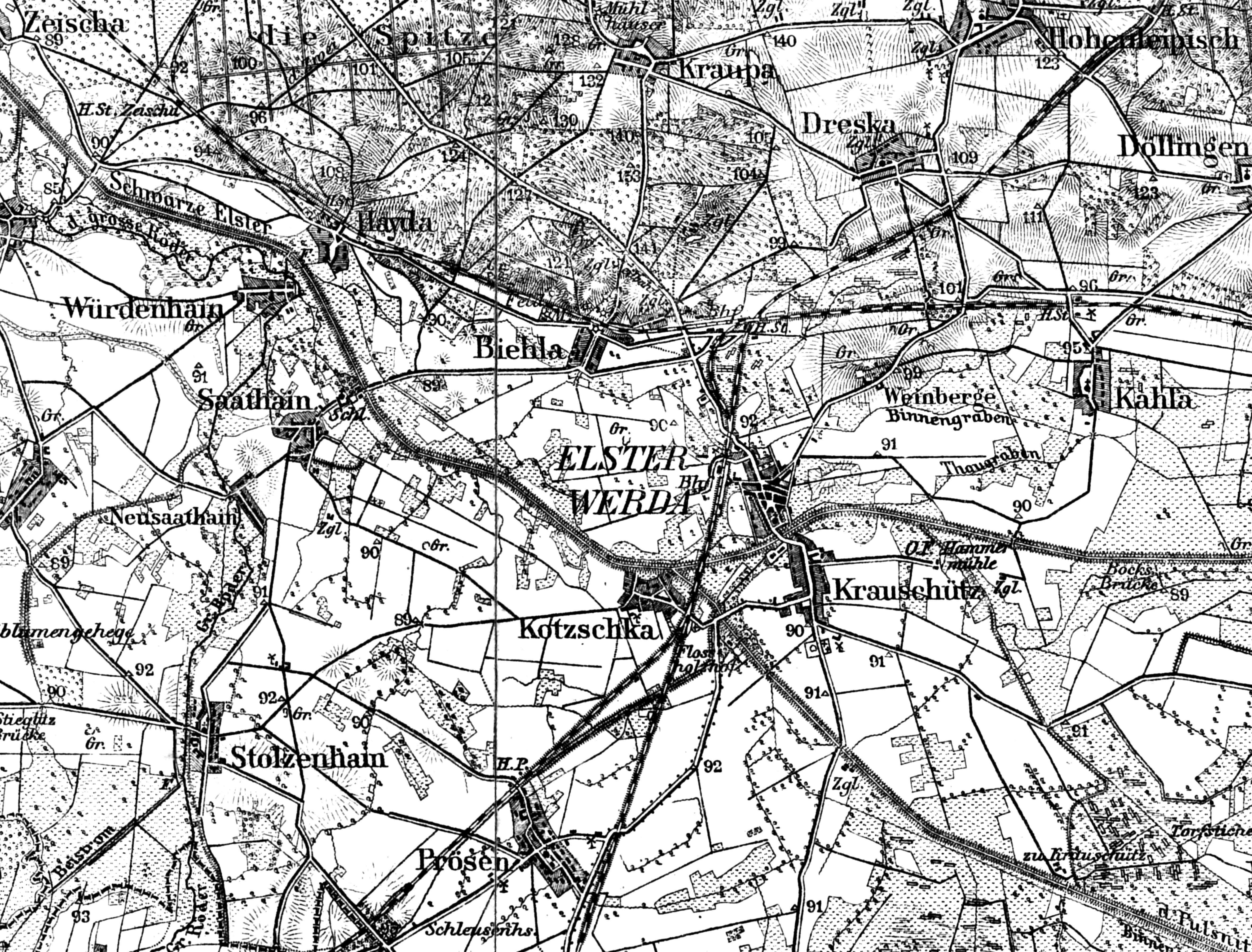
Elsterwerda auf einer Landkarte des Deutschen Reiches um 1890

1882 verstarb Bürgermeister Christian Wilhelm von Bittag im Alter von 61 Jahren und die Stadt schrieb die Bürgermeisterstelle im Juni 1882 neu aus. Da die kleine Stadt wirtschaftlich noch unentwickelt war, konnte man dem neuen Stadtoberhaupt nur eine Monatsgehalt von 87,50 Mark, freie Wohnung und die Nutzung eines Hausgartens anbieten. Man entschied sich im Juli für den damals erst 28-jährigen Gerichtsbeamten Karl Wilhelm Albert Wilde, welcher am 18. September 1882 in sein Amt eingeführt wurde und die Entwicklung der Stadt in der Folgezeit stark beeinflusste. Bereits im Oktober des gleichen Jahres setzte er in der Stadtverordnetenversammlung einen Beschluss durch, die bisher fehlende Straßenbeleuchtung in Elsterwerda einzuführen. Nach seiner Amtseinführung siedelten sich bis zur Jahrhundertwende eine Reihe von kleinen Betrieben in Elsterwerda an, da der junge Bürgermeister besondere Aufmerksamkeit der günstigen Verkehrslage der Stadt widmete und industrielle Unternehmen dafür begeistern konnte, diese zu ihrem Vorteil zu nutzen. Das alte Ackerbürgerstädtchen wurde moderner und Elsterwerda, sowie seine Einwohnerzahl wuchsen nun ständig. Fortwährend erfolgten Übersiedlungen von Fabrikarbeiter- und Eisenbahnerfamilien, was zeitweise zur Wohnungsknappheit führte. 1900 erhielten alle Haushalte elektrischen Strom und im Dezember 1901 erhellten 65-kerzige Lampen die Straßen der Stadt Elsterwerda.
Im folgenden Jahr sorgte in Elsterwerda ein Brandstifter für Unruhe, der in sechs Nächten an neun verschiedenen Stellen Feuer legte und deren Flammen mehrere Schuppen und Scheunen zum Opfer fielen. Erst nach langen Bemühungen und Nachtstreifen gelang es dem mutmaßlichen Täter August Hurras, einen gekündigten Polizeigendarm, dingfest zu machen. Er wurde später vor dem Schwurgericht in Torgau zu fünf Jahren Zuchthaus verurteilt.
Am 1. April 1905 wurde der erste Kindergarten der Stadt eröffnet. Ein Jahr später erfolgte 1906 die erste Wasserabgabe durch die neue Wasserleitung in Elsterwerda. Bürgermeister Wilde weihte aus diesem Anlass auf dem Markt einen Brunnen ein, der später als Bürgermeister-Wilde-Brunnen bezeichnet wurde und seit einer Neugestaltung des Marktplatzes 1967 als verschollen gilt. Die zehn mit Schwengelpumpen ausgestatteten städtischen Brunnen wurden im April 1907 beseitigt. Nach zweimal zwölfjähriger Amtsdauer wählte die Stadtverordnetenversammlung Wilde im gleichen Jahr zum Bürgermeister auf Lebenszeit. 1912 erbaute man die erste 110-kV-Hochspannungsleitung Europas, die von Lauchhammer über den Elsterdamm nach Elsterwerda und weiter entlang dem Elsterwerda-Grödel-Floßkanal über Gröditz nach Riesa führte. Einige der damaligen Fundamente kann man noch heute entlang des Kanals betrachten, siehe 110-kV-Leitung Lauchhammer-Riesa.

### 1914 bis 1945
Der Erste Weltkrieg bereitete dem weiteren Aufstreben der Stadt vorerst ein Ende. Zahlreiche Bürger wurden zum Kriegsdienst einberufen. Der mit 2.800.000 Mark veranschlagte geplante Bau einer Kleinbahn von Mühlberg über Liebenwerda, Elsterwerda und die Schradendörfer nach Ortrand wurde auf Eis gelegt und später nie verwirklicht. Am 16. Oktober 1919 verstarb Bürgermeister Albert Wilde. Ein achttägiger Eisenbahnerstreik legte 1922 den Eisenbahnverkehr fast völlig lahm. Nach dem Krieg wurde zum Gedenken an die gefallenen Soldaten des Lehrerseminars 1922 der Gedenkbrunnen am Schloss und 1924 das Heldentor am alten Elsterwerdaer Friedhof zu Ehren der gefallenen Elsterwerdaer Bürger eingeweiht. Am 26. September 1924 überflog das Zeppelin-Luftschiff LZ 126 die Stadt und am gleichen Tag wurde die durch Friedrich von Delius konstruierte erste Abraumförderbrücke der Welt in Plessa in Betrieb genommen. Bei der 1928 in Wien stattfindenden Arbeiterolympiade waren auch Sportler aus Elsterwerda.
Der aus Elsterwerda stammende Jurist Wilhelm Bünger, ehemals Mitglied der DVP, Landesminister in Sachsen und kein Anhänger des neuen Regimes, leitete 1933 als vorsitzender Richter den Berliner Reichstagsbrandprozess. Eine besondere Zentralisierung von Nazigrößen gab es, bis auf eine NSDAP-Ortsgruppe, in der Stadt nicht. Im Sport- und Freizeitzentrum Holzhof erfolgte 1934 der Bau des Schwimmbades. 1935 folgten zwei Tennisplätze und später der Bau eines Fußballfeldes. In der Nacht zum 1. August 1936 wurde durch Staffelläufer das olympische Feuer durch Elsterwerda weiter nach Berlin getragen, wo am gleichen Tag die Olympischen Spiele 1936 begannen. Am 1. April des gleichen Jahres wurde die Molkereigenossenschaft gegründet. Am 26. Juli 1937 erlag der Rennfahrer und ehemalige Schüler der Elsterwerdaer Oberrealschule Ernst von Delius in Bonn seinen schweren Verletzungen, die er sich am Tag zuvor bei einer Kollision auf dem Nürburgring zugezogen hatte. Anfang und Mitte der 1930er Jahre hatte er als hoffnungsvoller Nachwuchsfahrer für Schlagzeilen gesorgt. Als er starb, gehörte er zu den besten Rennfahrern der Welt.

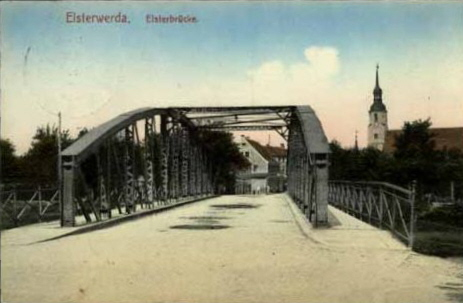
Die im April 1945 gesprengte Elsterbrücke

Mit Beginn des Zweiten Weltkrieges wurden auch Elsterwerdaer Bürger zum Kriegsdienst einberufen. Elsterwerdaer Firmen mussten ihre Produktion umstellen. Bald arbeiteten hier auch Kriegsgefangene, welche die einberufenen Arbeiter ersetzen mussten. Allein in der Steingut waren bis zu 70 Kriegsgefangene aus Frankreich und der Sowjetunion beschäftigt. Auch aus dem Kriegsgefangenenlager Stammlager IV B der Wehrmacht in der Nähe von Mühlberg waren Insassen zur Zwangsarbeit in Elsterwerda verpflichtet.
Die ersten direkten Auswirkungen des Zweiten Weltkrieges trafen die Stadt am 7. Mai 1944. Von den Tieffliegerangriffen waren Eisenbahnzüge und die Umgebung des Ortes betroffen. Nach einem Tieffliegerangriff am 16. April 1945 folgte am 19. April ein Großangriff von 137 amerikanischen B-17-Bombern auf die Stadt, welche eine Bombenlast von insgesamt 304,8 Tonnen abwarfen. Ein im Bahnhof stehender Munitionszug wurde getroffen, dessen Explosionen schwere Schäden auf dem Bahngelände sowie im Stadtzentrum verursachten. Innerhalb von nur knapp einer Stunde wurden dabei 20 Wohnhäuser und die meisten Betriebe in Elsterwerda zerstört. Der Bombenangriff der vorrangig den städtischen Bahnanlagen galt, kostete 27 Menschen das Leben. Am 22. April 1945 zog die Rote Armee in Elsterwerda ein. Gegen 5:30 Uhr sprengte die Wehrmacht die am 24. August 1898 eingeweihte Stahlbogenbrücke über die Schwarze Elster. Sie war die einzige Straßen-Verbindung nach Großenhain, Dresden und Riesa. Die Wucht der Explosion zerstörte dabei Gebäude in unmittelbarer Nähe der Brücke, und einzelne Eisenteile flogen bis weit in die Stadt hinein. Insgesamt gab es im April 1945 etwa 75 Tote, die meisten davon Zivilisten, welche aus Angst vor dem Einmarsch der Roten Armee Selbstmord begingen oder ihr erbitterten Widerstand leisteten.

### Die Nachkriegs- und DDR-Zeit

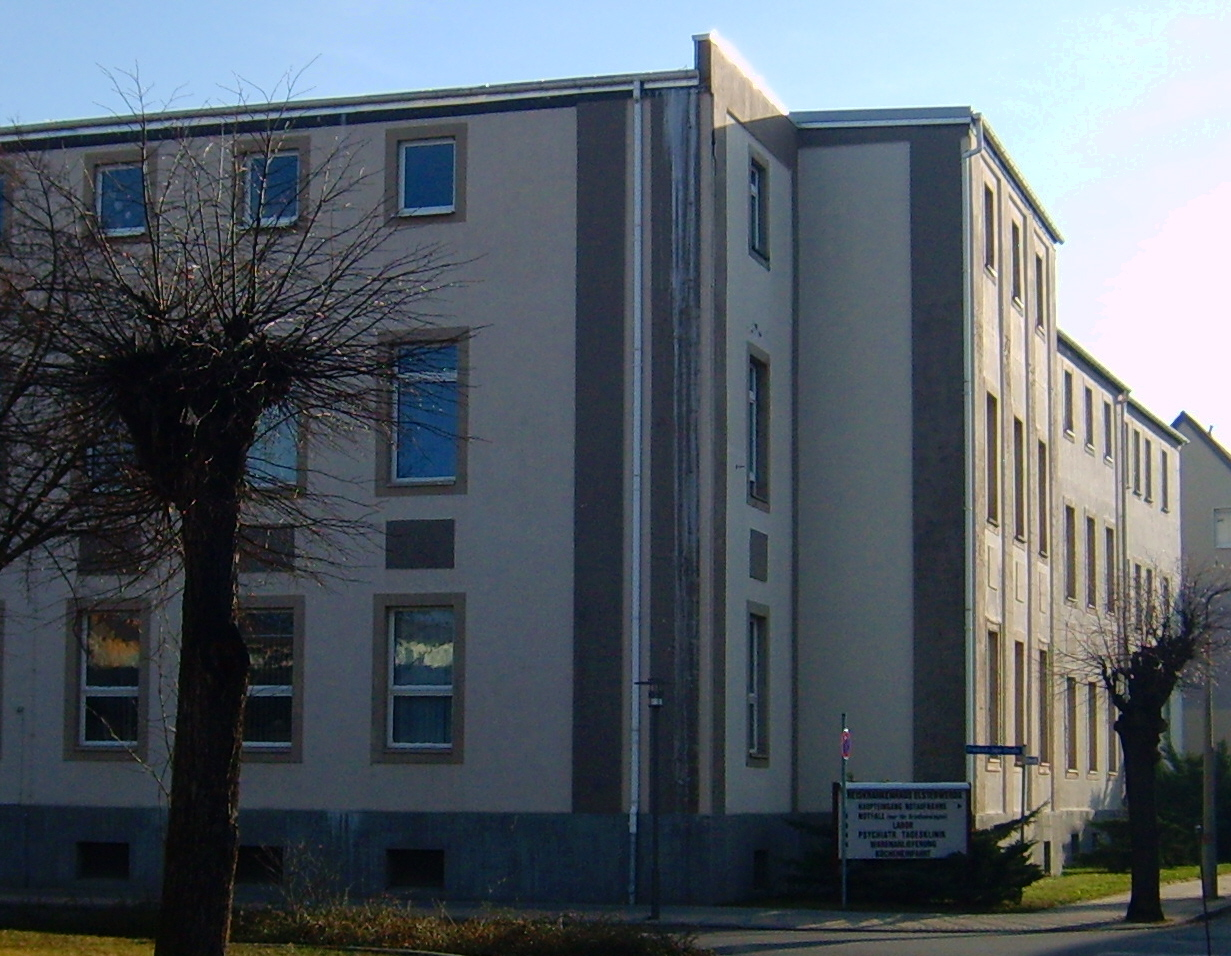
Das 1946 zum Krankenhaus umgebaute Amtsgericht

Nach der Besetzung der Stadt ließ der sowjetische Stadtkommandant im Gebäude des heutigen Hotels „Europäischer Hof“ eine Stadtkommandantur und im Amtsgericht eine Koordinierungs- und Auffangstelle für ehemalige polnische Zwangsarbeiter einrichten, die während des Krieges in Elsterwerda und Umgebung arbeiten mussten. Sie wurden registriert, medizinisch versorgt und in der Stadt untergebracht. Zu diesem Zweck waren in der Stadt ganze Straßenzüge mit Holzverschalungen abgesperrt und wurden durch bewaffnete Posten kontrolliert. Erst nach zwölf Wochen konnten die ausquartierten Anwohner dieser Straßen ihre Wohnungen und Grundstücke wieder aufsuchen. Kurze Zeit nach dem Einmarsch der Roten Armee fiel ein ganzes Geschäftsviertel am Markt und das dortige Café Vaterland Brandstiftungen zum Opfer. Viele Flüchtlinge und Kriegsheimkehrer mussten ebenfalls in Elsterwerda versorgt und untergebracht werden. 1946 reichte ein zum Kriegsende durch den Elsterwerdaer Arzt Dr. med. Reinhold Hinkel auf seinem Grundstück in der Berliner Straße eingerichtetes Hilfskrankenhaus nicht mehr aus, die Stadt medizinisch zu versorgen, und das 1911 von Friedrich Jage erbaute Gebäude des ehemaligen Amtsgerichts wurde zum städtischen Krankenhaus umgebaut und eingerichtet.
Die Produktion in den weitgehend zerstörten Betrieben kam nur schwer in Gang, da es an Strom, Material und Maschinen fehlte. Viele der noch intakten Maschinen wurden abgebaut und als Reparationen in die Sowjetunion geliefert. Noch während des beginnenden Wiederaufbaus der Betriebe wurden die ersten Firmenbesitzer von der sowjetischen Militäradministration enteignet.
Am 1. Oktober 1945 begann mit 12 Lehrern und 743 Schülern der Schulbetrieb an der Elsterwerdaer Stadtschule am Elsterschloss. Die anderen Schulen folgten bald, auch wenn nicht alle Umsiedlerkinder diese gleich besuchen konnten, da es ihnen an Kleidung und Schuhen fehlte.
Nach der Bodenreform ab 1945 kamen nun weitere Reformen in der Landwirtschaft, und bis zum Frühjahr 1960 wurden im Stadtgebiet Landwirtschaftliche Produktionsgenossenschaften gegründet. Außerdem schlossen sich in dieser Zeit auch im Handwerk Elsterwerdaer Betriebe zu sogenannten Produktionsgenossenschaften des Handwerks zusammen.

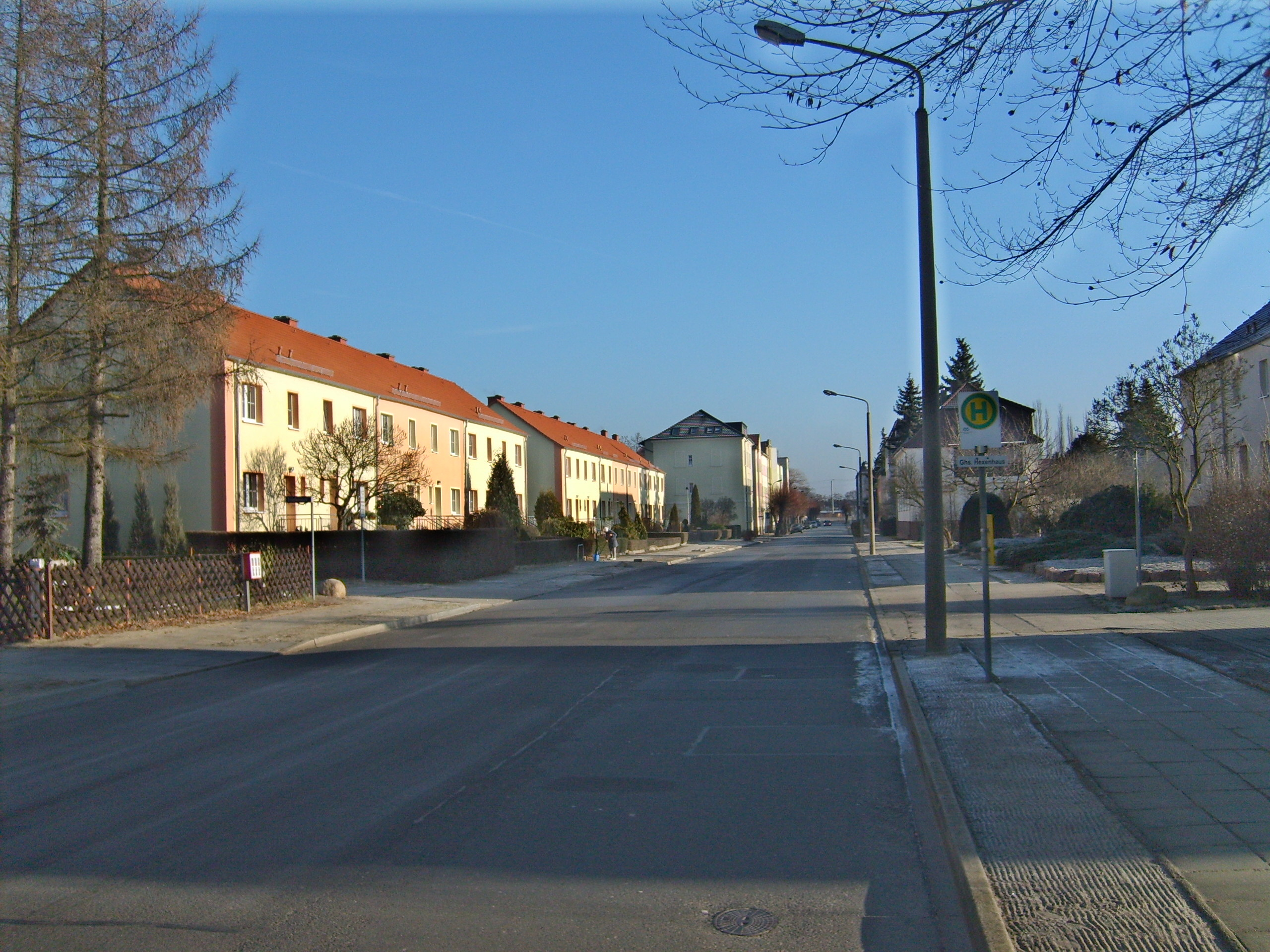
Die August-Bebel-Straße in Elsterwerda-West

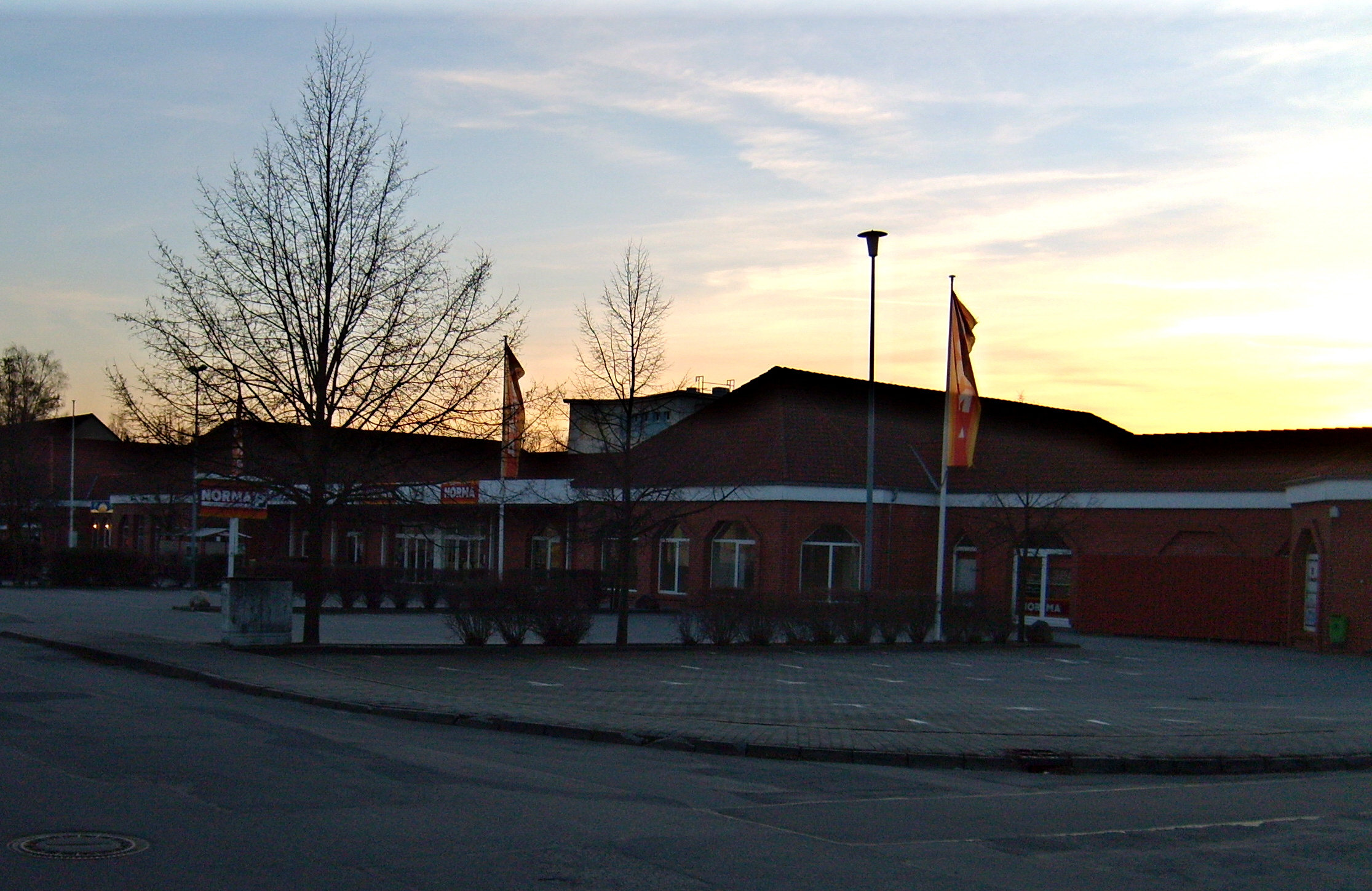
Das Einkaufszentrum, welches am einstigen Standort des Blauen Wunders entstand

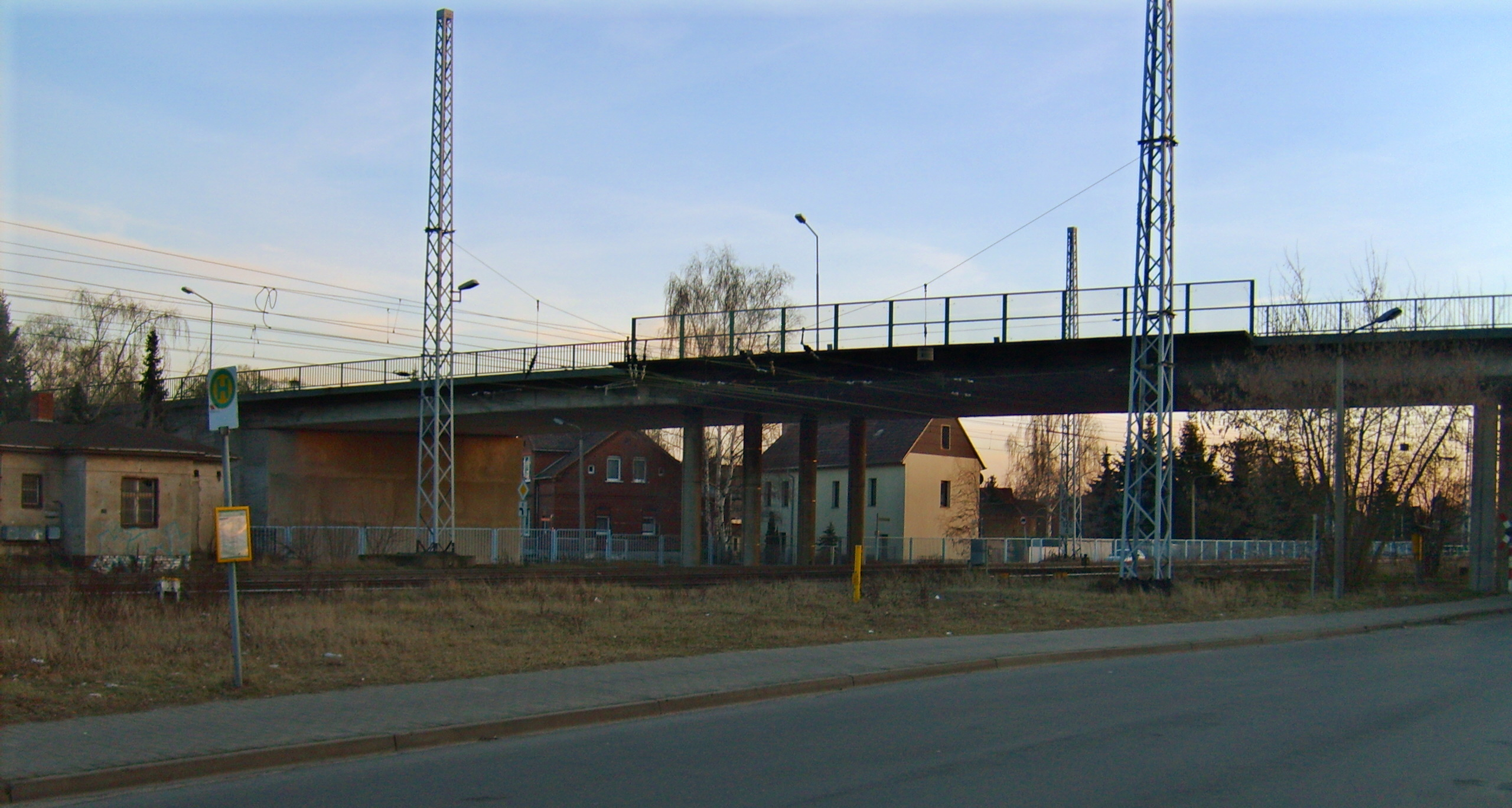
Die in den 1970er Jahren entstandene Brücke

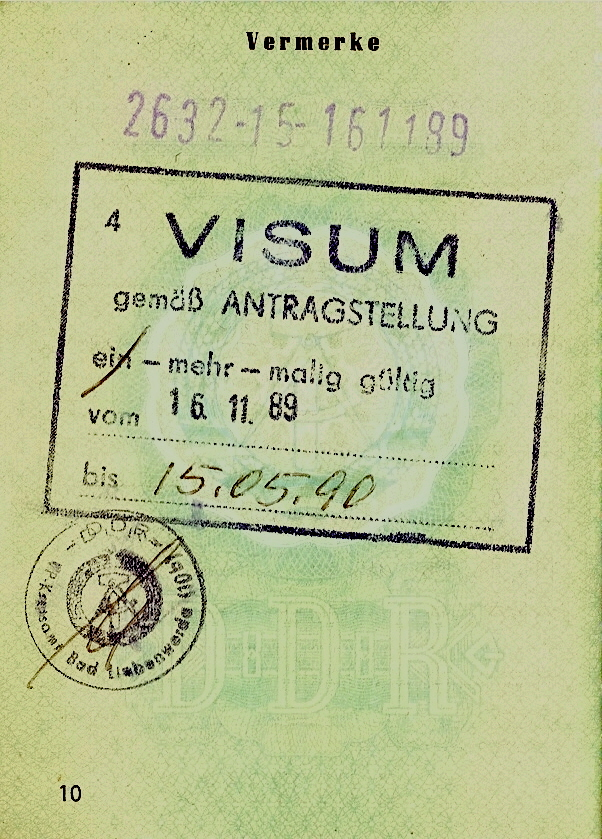
Visum-Stempel im November 1989

Nach der Gründung der DDR am 7. Oktober 1949 kam es Volksaufstand am 17. Juni 1953. Während im Stahlwerk der benachbarten sächsischen Gemeinde Gröditz 800 Arbeiter die Arbeit niederlegten und sich die Belegschaften anderer Betriebe anschlossen, war es in Elsterwerda ruhig geblieben. Doch auch hier wurden Ausgangssperre und Versammlungsverbot verhängt. Die Rote Armee zog wieder durch die Straßen der Stadt.
1961 feierte während der Festwoche vom 24. Juni bis 2. Juli 1961 die Stadt ihr 750-jähriges Bestehen. Sie war das größte Fest, das die Stadt in ihrer Geschichte je auf die Beine gestellt hatte. Bereits im Juni 1959 begannen die Vorbereitungen dafür und am 1. Juni 1960 wurde der Archivar Rektor a. D. Paul Müller halbtags hauptamtlich als Leiter der Organisations-Kommission 750-Jahr-Feier vom Rat der Stadt eingestellt. Die Eröffnung der Festlichkeiten fand auf dem Marktplatz statt, während sich der Festplatz auf dem Schlossgelände befand. Hier fanden die verschiedensten Veranstaltungen, wie Chor- und Estradenkonzerte, andere Kulturveranstaltungen und Operettenaufführungen, statt. Sportveranstaltungen und Wettkämpfe konnte man hauptsächlich auf dem Holzhofgelände finden und in allen Ortsteilen fanden Tanzveranstaltungen und Platzkonzerte statt. Die Festplakette bildete die Eintrittskarte für die Veranstaltungen. Der Höhepunkt der Festwoche war ein zwei Kilometer langer Festumzug am Sonntag, dem 25. Juni durch die Innenstadt nach Krauschütz. Etwa 30000 Menschen säumten die Straßenränder als Zuschauer.
Große Aufmerksamkeit erregte 1962 der DEFA-Kinderfilm Reiseziel Erfurt von Heinz Fischer, dessen Hauptdarsteller u. a. Mitglieder der Elsterwerdaer Sportwerbegruppe waren. Das Drehbuch zum Film schrieb hierzu der Schriftsteller und ehemalige Elsterwerdaer Schüler Klaus Beuchler, gemeinsam mit Fred Rodrian. Zur Elsterwerdaer Uraufführung im städtischen Kino kamen am 7. Juni 1962 neben den Darstellern aus der Stadt, auch der Regisseur Heinz Fischer und Klaus Beuchler.
In den folgenden Jahren wuchsen die Stadt und ihre Betriebe weiter. So entstanden in Elsterwerda-West in der Zeit von 1961 bis 1969 Wohnungsblöcke mit 440 Wohnungen und bis Ende der 1980er Jahre entstanden hier weitere Wohnblöcke. Am 1. September 1968 wurde dort eine neue Schule eingeweiht, welche am 27. September 1969 den Namen Johannes Dieckmann erhielt und 1973 entstand in unmittelbarer Nähe mit dem sogenannten Blauen Wunder, eine große Kaufhalle, welche im Juli 1991 abgerissen wurde und an dessen Stelle später neue Einkaufsmöglichkeiten entstanden.
Das schnell wachsende Verkehrsaufkommen in Elsterwerda und der gleichzeitig steigende Güterverkehr auf der Eisenbahnstrecke Dresden-Berlin führte in den 1970er Jahren immer mehr zu Problemen, da die Fahrzeuge, welche die Stadt durchquerten, zwei Bahnschranken passieren mussten. Lange Wartezeiten, bis zu einer Dreiviertelstunde an der Berliner Strecke, waren die Folge, und es wurde notwendig eine Brücke zu bauen. Die angebundene neue Straße führte an den Ortsteilen Biehla und Elsterwerda-West vorbei. Beide wurden am 30. Juni 1978 freigegeben und der Bahnübergang an der Berliner Strecke konnte geschlossen werden.
Am 15. April 1980 wurde die Kleine Galerie in der Elsterwerdaer Innenstadt dem Kulturbund übergeben. Sie sollte ein künstlerischer Mittelpunkt in der Stadt werden. Die Namensgebung, Kleine Galerie „Hans Nadler“, fand am 22. Mai 1982 statt.
In den 1980er Jahren kam es auf Grund der allgemeinen schlechten wirtschaftlichen Lage der DDR auch zu Problemen in Elsterwerda. Arbeitskräftemangel, fehlende Devisen und demzufolge ausbleibende Modernisierungen machten den ansässigen Betrieben zu schaffen. Das knappe Warenangebot führte bei Warenanlieferungen in den Geschäften häufig zu langen Schlangen, oder Waren wurden nur an „gute Bekannte“ hinter dem Ladentisch verkauft. Die Wartezeit bei einer Bestellung eines Autos lag bei 12–15 Jahren bis zur Anlieferung. Unzufriedenheit machte sich breit. Während der Wendezeit 1989 fuhren viele Elsterwerdaer zu den Montagsdemonstrationen nach Leipzig und als sich am 9. November 1989 die Grenzen öffneten, bildeten sich lange Schlangen vor dem Rathaus, um den begehrten Stempel im Ausweis zu bekommen, um nach Westdeutschland oder West-Berlin fahren zu können. Am 16. November 1989 begannen auch in Elsterwerda erste Menschen auf die Straße zu gehen. 350 Bürger versammelten sich auf dem Markt und anschließend ertönte die Losung „Wir sind das Volk“ in den Straßen der Stadt. In der Folgezeit gab es jeden Tag um 19 Uhr einen Festgottesdienst in der Stadtkirche und am 23. November waren bereits 500 Bürger auf dem Marktplatz versammelt.

### Jüngere Vergangenheit
In der Zeit nach der Wende gab es einschneidende Veränderungen des allgemeinen Lebens der Stadt. Die Geschäfte füllten sich mit Waren aus der Bundesrepublik und die Menschen hatten die vorher viel vermisste Reisefreiheit. Nach der Wiedervereinigung gingen viele Firmen der Stadt, sowie der Umgebung in Konkurs und schlossen. Der Bahnhof Elsterwerda verlor als Verkehrsknotenpunkt an Bedeutung. Arbeitslosigkeit machte sich in der Stadt breit und viele Bürger gingen in den Westen Deutschlands, um dort ihr Geld zu verdienen. Aber auch neue Betriebe entstanden und man begann auf den Feldern im Osten Elsterwerdas das Gewerbegebiet-Ost zu planen und realisieren. Das Gewerbegebiet-Ost ist inzwischen zu fast 100 Prozent ausgelastet.

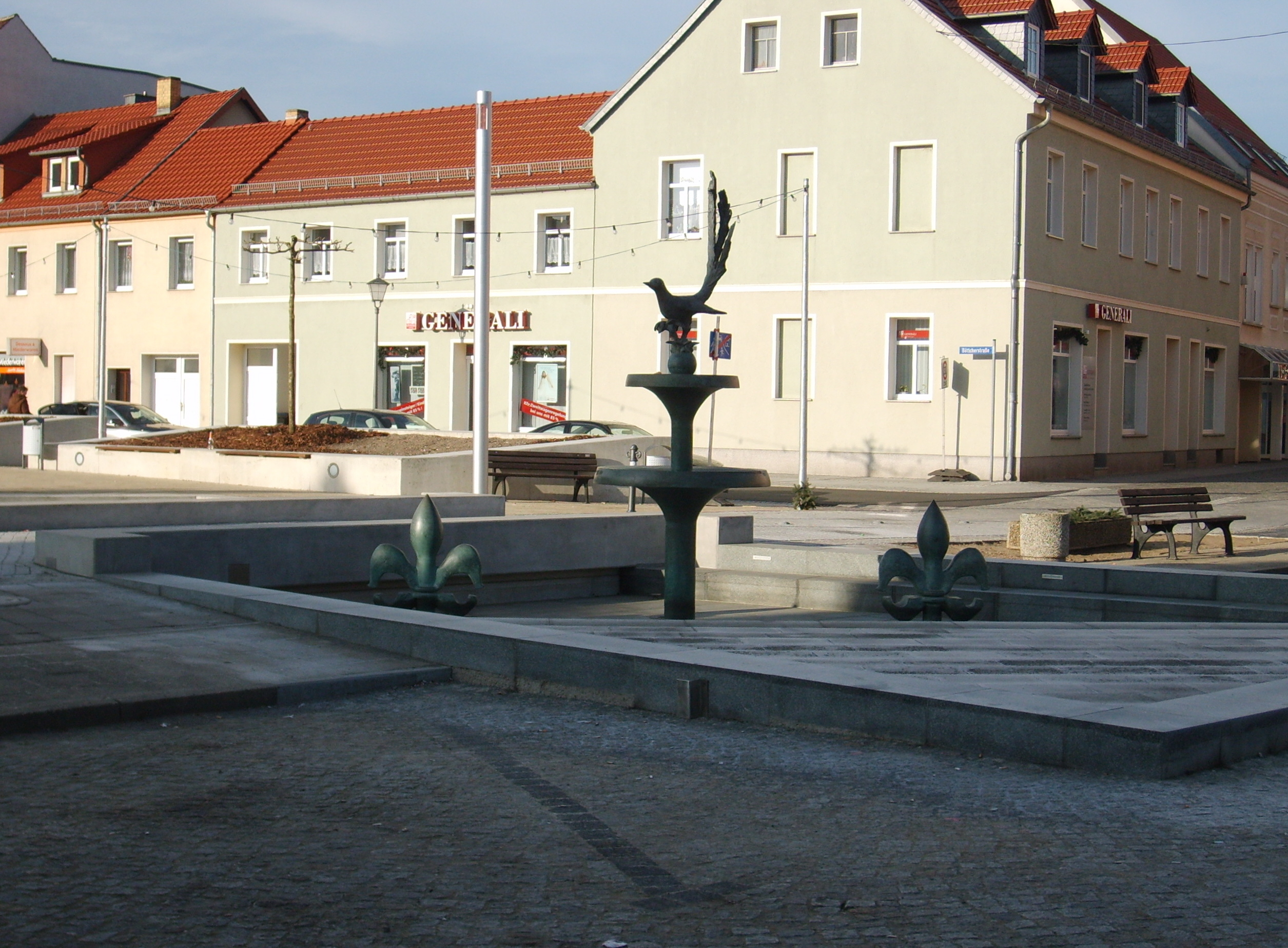
Der neue Elsterbrunnen.

In den 1990er Jahren kam es in Elsterwerda zu einer Reihe von Großbränden. Nachdem zuvor bereits eine Fleischerei an der Elsterwerdaer Promenade durch ein Feuer zerstört worden war, kam es am 6. April 1995 zu einem Brand des erst frisch renovierten Rathauses. Dabei erlitt das Gebäude durch das Feuer und die anschließenden Löscharbeiten erheblichen Schaden. Die vollständige Renovierung erfolgte erst 1993/1994. Dem Rathaus folgten im September 1997 der Brand in der VÖWA, einem Betrieb im Gewerbegebiet West, welcher aus Recyclingmaterial Polyurethanplatten für die Auto-, Möbel- und Bauindustrie produzierte, wo ebenfalls großer Sachschaden entstand und am 20. November 1997 kam es zur Brandkatastrophe auf dem Elsterwerdaer Bahnhof. Bei den anschließenden Löscharbeiten wurde ein Feuerwehrmann getötet, ein weiterer verstarb später im Krankenhaus. Andere Feuerwehrmänner wurden teilweise schwer verletzt und mussten in Krankenhäusern ihre Brandverletzungen behandeln lassen. Nur durch glückliche Umstände kam die Stadt bei der Katastrophe relativ glimpflich davon, denn der Lokschuppen des Bahnbetriebswerks in dessen Richtung die größte Wucht der Explosionen ging, wirkte wie ein Schutzschild vor dem angrenzenden Wohngebiet in Elsterwerda-West.
Umfassende Baumaßnahmen zur Verschönerung des Marktplatzes haben im Februar 2007 begonnen. Infolgedessen wurde der Elsterbrunnen am 19. April 2007 abgerissen und der erste Bauabschnitt konnte im Dezember 2007 mit einem neugestalteten Elsterbrunnen übergeben werden.